# Мінерали оборотні негативно
Мінерали оборотні негативно (рос. минералы, обратимые отрицательно; англ. negatively reversible  minerals; нім. negativ reversible Minerale n pl) — мінерали, які під час електростатичної сепарації при зміні знака електрода відхиляються тільки до негативного електрода.